# Augusto Nicolás Martínez
Augusto Nicolás Martínez (Ambato, 28 de marzo de 1860 – Ambato, 19 de marzo de 1946) fue un geólogo, agrónomo, científico y andinista ecuatoriano.

## Biografía
Martínez fue hijo de Nicolás Martínez Vásconez y Adelaida Holguín Naranjo. Vivió durante un período en la Casa Martínez-Holguín, en las afueras del norte de Ambato. Su educación primaria la recibió de los Hermanos Cristianos en Quito. En 1874, estudió geología y al año siguiente estudió alemán con el Padre Luis Dressel.
Tras el cierre de la Politécnica, Martínez trabajó como ayudante en el Observatorio Astronómico de Quito bajo la dirección de Juan Bautista Menten, donde realizó importantes observaciones de la luna. Sin embargo, diferencias políticas con el nuevo gobierno lo llevaron a regresar a la Liria, donde continuó sus estudios de idiomas y realizó investigaciones geológicas. En 1880, ascendió al Antisana y escribió una memoria que fue publicada con éxito. Junto a un guía indígena, fue uno de los primeros ecuatorianos en alcanzar la cima del Chimborazo, demostrando su espíritu aventurero y su pasión por las montañas. Su compromiso con el liberalismo lo llevó a participar en el ejército Restaurador en 1882, luchando contra el gobierno y entrando triunfante en Quito. Posteriormente, realizó campañas militares en la costa y visitó a su antiguo maestro Teodoro Wolf en Guayaquil. Continuó su labor científica, realizando expediciones al Tungurahua y traduciendo obras científicas del alemán e inglés. Su postura liberal lo llevó a rechazar ofertas de empleo del gobierno conservador.
Dos años después, sirvió en el Ejército Ecuatoriano en los cantones de Chambo/Quero. Se casó con Roxana Quirola Saá en abril de 1890. A principios de la década de 1890, encontró trabajo como asistente en el Observatorio Astronómico de Quito y  posteriormente publicó Historia de la Ciencia Ecuatoriana (1896). Fue nombrado Director de la sección de Geología en el gobierno del General Eloy Alfaro. Fue parte además de la revolución liberal de ecuador apoyando al general Francisco H. Moncayo quien le nombró colonel.
Fue nombrado Director de la sección de Geología en el gobierno del General Eloy Alfaro. Como rector, enseñó en el Colegio Eugenio Espejo en 1904. Se desempeñó como Gobernador interino de Tungurahua en 1906 y, en el mismo año, fue profesor de ciencias naturales en la Universidad Laica Vicente Rocafuerte. Al año siguiente, Martínez se estableció en Ambato y aceptó la Cátedra de Química, cargo que ocupó hasta 1927; también se desempeñó como rector hasta 1910. Además publicaría un libro titulado "Vulcanologia y geología de los Andes ecuatorianos" que le daría mucha importancia en el ámbito científico de Ecuador.
Martínez promovió la llegada de una segunda Misión Geodésica francesa al Ecuador y continuó sus investigaciones científicas desde su casa en La Liria. Publicó artículos sobre geología y restos cuaternarios. Ocupó cargos políticos brevemente, pero renunció por desacuerdos con el gobierno. Dedicó muchos años a la dirección de la Quinta Normal de Agricultura, fundada por su hermano, realizando una labor exhaustiva en su desarrollo. En sus últimos años, colaboró en revistas científicas, dejó obras inéditas y es recordado como un pionero del andinismo ecuatoriano y un prolífico escritor y científico dedicado al estudio de la naturaleza ecuatoriana.
Fluido en inglés, francés y alemán, además de su español nativo, fue miembro correspondiente de la Academia Nacional de Historia, la Deutsche Gesellschaft für Geowissenschaften y la Société astronomique de France. Tradujo varias obras al español. Fue galardonado por la Academia de Ciencias de Francia por su trabajo en 1920. El Colegio Augusto Nicolás Martínez en Ambato, fundado el 29 de diciembre de 1994, lleva su nombre en su honor. Después de jubilarse, vivió con su hijo Carlos. Murió en Ambato de insuficiencia cardíaca el 19 de marzo de 1946.

## Obras

### Libros
- Vulcanologia y geología de los Andes ecuatorianos, 1994 - 446 pp.
- Memoria sobre sus estudios geológicos en el Antisana, la cual fue publicada por Wolf en "La Nación" de Guayaquil y traducida al alemán por Dressel.
- “Cuadro sinóptico de la flora Dicotiledonia”, que formaba parte de una proyectada Monografía científica de la provincia del Tungurahua.

- “Contribuciones para el conocimiento geológico de la región volcánica del Ecuador”.

### Artículos científicos
- Unos artículos científicos que se publicaron en “La Nación” de Guayaquil tras la actividad del volcán Tungurahua en marzo de 1886.
- “Vestigios del hombre cuaternario en la región interandina”, 1901.
- “El Pichincha” (1902).
- “El Tungurahua. Contribución para su conocimiento Geológico” (1903).
- “Algunas montañas volcánicas” (1905).
- “El Profesor Hans Meyer en el Ecuador” (1905).
- “Historia de la Ciencia Ecuatoriana”, publicado en el Boletín mensual del Observatorio Astronómico hasta 1896.